# Brisbane River
Brisbane er den længste flod i Queensland, Australien. Floden løber i delstatens sydøstlige del og løber gennem Brisbane by før den munder ud i havet i Moreton Bay. Floden er reguleret av Wivenhoe vandkraftværk, som danner Lake Wivenhoe oven for dæmningen. Søen er Brisbanes hovedvandkilde.
Floden og byen er opkaldt efter guvernør Thomas Brisbane (1773–1860).
Floden har sit udspring i Conondale Range øst for Kingaroy. Derfra flyder den sydpå og løber sammen med sidefloden Stanley syd for Somerset-dæmningen. Herefter bliver floden til Wivenhoe-søen, passerer Wivenhoe-dæmningen og slynger sig derefter roligt mod havet. Efter Wivenhoe modtager den flere sidefloder, heriblandt Bremer.

## Eksterne links
- Historical Brisbane River Map Arkiveret 7. januar 2006 hos  Wayback Machine
- Album of 1893 Brisbane Flood Photographs Arkiveret 14. september 2006 hos  Wayback Machine These images are held by the State Library of Queensland, Reference Code: API-82.

27°24′S 153°12′Ø / 27.4°S 153.2°Ø